# Баятылар
Баятылар (азерб. Bayatılar) — песня, написанная в 1988 году азербайджанским композитором, Народным артистом Азербайджана Эльдаром Мансуровым на слова поэта Вахида Азиза.

## История
Стихотворение Вахида Азиза, послужившее словами песни, было напечатано в книге «Тени моих рук» ещё в 1985 году. По просьбе Мансурова Вахид Азиз для песни добавил к стихотворению ещё одну строку. Первым исполнителем стала Бриллиант Дадашева.
Впоследствии песня исполнялась в разных странах разными исполнителями. Музыка оставалась прежней, а слова и названия песен, за исключением туркменской группы «Ашхабад», были изменены.
В репертуаре греческого диджея Пантелиса Котакиса, выступающего под псевдонимом DJ Pantelis, есть трек «I Have A Dream», в основе которого лежит композиция «Баятылар».

### «Баятылар» и «Stereo Love»
Летом 2009 года румынским продюсером, певцом-композитором Эдвардом Майя был снят клип «Stereo Love», в припеве музыки которого была использована композиция «Баятылар». Однако автор музыки был обозначен как «аноним». Когда Эльдар Мансуров обнаружил этот факт в интернете, он связался с румынским Агентством по авторским правам, подтвердившим притязания азербайджанского композитора. С этим был согласен и Эдвард Мая.
19 января 2011 года на пресс-конференции в Баку между Эльдаром Мансуровым и Эдвардом Мая подписано соглашение об обоюдном владении композицией «Stereo Love». Соглашение было оглашено в присутствии адвокатов Кристины Кордун и Назлы Ахмедовой.

## Известные исполнители
Бриллиант Дадашева — «Bayatılar» — 1989-2008
 Ашхабад — «Bayatılar» — 1990
 Рено Мигранов — «Здравствуй» — 1990
 Сезен Аксу — «Zalim» 1995
 Левент Юксель — «Zalim» — 1995
 Петрос Дурдумпакис — «Taxidiariko Pouli» — 1995
 Галани Димитра — «Oses Foties» — 1996
 Гриннстайнс Мишпохе — «Bayatı» — 2002
 Моника Салмасо — «Bayatı» — 1998
 Василис Леккас — «Taxidiariko Pouli» — 2003
 Каити Гарби — «Esena Mono» — 2003
 Дино Мерлин — «Subota» — 2004
 Серай Север — «İçim yanıyor» — 2005
 Дилек Будак — «Adini yildizlara» — 2006
 Зийода — «Yollarim» — 2006
 Лачин Маммедова — «Ýalňyz ýüregim» — 2006
 Айгюн Кязимова — «Bayatılar» — 2006
 Хусейн Карадайы — «Miracles» — 2006
 диджей Пантелис — «I Have A Dream» — 2006
 Сречко Савович — «Godina Nova» — 2007
 Чалар саат — «Zalim» — 2007
 Милад Бабачи и Мохаммад Рашидан — «Are Faghat To» — 2008
 Эдвард Майа — «Stereo Love» — 2009
 Мия Мартина — «Stereo Love» — 2010
 Вельвет — «Stereo Love» — 2010
 Иван Зак — «Dečko sa Balkana» (Stereo love) — 2010
 Кантодисканто — «Bayatı» — 2009
 зе Гузек трио — «Bayatı» — 2010
 группа Салтанат — «Zalim» — 2012
 Айдан Кайа — «Zalim» — 2012